# Tanacetum sericeum
Tanacetum sericeum — вид рослин з роду пижмо (Tanacetum) й родини айстрових (Asteraceae), поширений в азійській Туреччині і Грузії.

## Опис
Напівкущик сріблясто шовковисто волосистий, заввишки 10–20 см. Прикореневі листки ланцетні, 2-перисторозсічені; сегменти лінійні, гострі, цілісні. Квіткові голови поодинокі й великі. Язичкові квітки білі.

## Середовище проживання
Поширений в азійській Туреччині і Грузії. Населяє сухі кам'янисті трав'янисті місцевості.